# 大松 (越谷市)
大松（おおまつ）は、埼玉県越谷市の大字。郵便番号は343-0004。

## 地理
埼玉県の東部地域で、越谷市の東部に位置する東西に細長い地域。松伏町大川戸との境界を大落古利根川が流れる。南西の境付近を新方川支流の平新川が流れる。地区の東部には自然堤防や集落がある。地区の中央部は耕地整理された田園地帯である。

## 歴史
かつては大松村であった。
- 1889年（明治22年）4月1日 - 町村制施行により、北川崎村、船渡村、大吉村、大松村、大杉村、弥十郎村、向畑村が合併し、南埼玉郡新方村が成立、大松村は新方村の大字大松となる。
- 1954年（昭和29年）11月3日 新方村が南埼玉郡越ヶ谷町、大沢町、増林村、桜井村、大袋村、荻島村、出羽村、蒲生村、大相模村と合併し越谷町が成立、越谷町の大字となる。
- 1958年（昭和33年）11月3日 - 市制施行により、越谷市の大字となる。
- 2013年（平成25年）9月2日 - 地内を竜巻が通過し、家屋などが倒壊および損壊するなどの被害が出る[4][5]。

## 世帯数と人口
2023年（令和5年）1月1日現在の世帯数と人口は以下の通りである。
| 世帯数 | 人口  |
| ------ | ----- |
| 74世帯 | 183人 |

## 小・中学校の学区
市立小・中学校に通う場合、学区（校区）は以下の通りとなる。
| 番地 | 小学校             | 中学校             |
| ---- | ------------------ | ------------------ |
| 全域 | 越谷市立新方小学校 | 越谷市立北陽中学校 |

## 交通
地内に鉄道は敷設されていない。

### 道路
- 埼玉県道・東京都道102号平方東京線

## 施設
- 越谷市立北陽中学校
- 埼玉県立越谷特別支援学校 - グラウンドの一部が大松に掛かる。
- 大杉公園 - 敷地の一部が大松に掛かる。
- 大松香取神社
- 浄土宗清浄院
  - 清浄院幼稚園